# 원진아
원진아(元真兒, 1991년 3월 29일 ~ )는 대한민국의 배우이다.

## 학력
- 동여자중학교 (졸업)
- 천안여자고등학교 (졸업)
- 호서대학교 문화기획학과 (중퇴)

## 출연작

### 영화
- 2015년 《캐치볼》 … 장민영 역
- 2015년 《중고, 폴》 ... 영지 역
- 2015년 《오늘영화》 ... 운동장 후배 역
- 2015년 《퇴마: 무녀굴》 ... 성지원 직원 역
- 2016년 《바이바이바이》 ... 혜리 역
- 2016년 《섬. 사라진 사람들》 ... 석훈의 아내 역
- 2016년 《밀정》 ... 자전거 수녀 역
- 2017년 《강철비》 ... 려민경 역
- 2018년 《선물》 ... 동생 역
- 2019년 《돈》 ... 박시은 역
- 2019년 《롱 리브 더 킹: 목포 영웅》 ... 강소현 역 (작중 메인 여주)
- 2021년 《보이스》 ... 강미연 역
- 2021년 《해피 뉴 이어》 ... 백이영 역
- 2025년 《말할 수 없는 비밀》 ... 유정아 역

### 드라마
| 연도 | 방송       | 제목                       | 역할   | 비고  |
| ---- | ---------- | -------------------------- | ------ | ----- |
| 2017 | JTBC       | 그냥 사랑하는 사이         | 하문수 |       |
| 2018 | JTBC       | 라이프                     | 이노을 |       |
| 2019 | tvN        | 날 녹여주오                | 고미란 |       |
| 2021 | JTBC       | 선배 그 립스틱 바르지 마요 | 윤송아 |       |
| 2021 | Netflix    | 지옥                       | 송소현 |       |
| 2022 | 쿠팡플레이 | 유니콘                     | 애슐리 |       |
| 2025 | ENA        | 아이쇼핑                   | 김아현 | 8부작 |
| 2025 | MBC        | 판사 이한영                | 김진아 |       |

### 뮤직비디오
| 연도 | 가수명 | 곡명             | 비고 |
| ---- | ------ | ---------------- | ---- |
| 2016 | 이승환 | 10억 광년의 신호 |      |
| 2021 | 이하이 | ONLY             |      |

## 연극
- 2023년 《파우스트》 그레첸 역 (2023.3.31 ~ 2023.4.29 LG아트센터 서울 LG SIGNATURE 홀)

## 수상 및 후보
| 연도 | 시상식                   | 부문                   | 작품                     | 결과 |
| ---- | ------------------------ | ---------------------- | ------------------------ | ---- |
| 2018 | 제54회 백상예술대상      | TV부문 여자 신인연기상 | 그냥 사랑하는 사이       | 후보 |
| 2018 | 제6회 에이판 스타 어워즈 | 여자 신인연기상        | 그냥 사랑하는 사이       | 수상 |
| 2018 | 제2회 더 서울어워즈      | 드라마부문 여우신인상  | 그냥 사랑하는 사이       | 후보 |
| 2019 | 제14회 숨피 어워즈       | 브레이크아웃 배우상    | 그냥 사랑하는 사이       | 후보 |
| 2020 | 제20회 춘사영화제        | 신인여우상             | 롱 리브 더 킹: 목포 영웅 | 후보 |

## 방송
- 2022년 MBC 《전지적 참견 시점》 - 게스트 (8월 27일 방송분 출연)
- 2023년 MBC 《전지적 참견 시점》 - 게스트(3월 25일  방송분 출연)
- 2024년 ENA 《지구마불 세계여행》 - 참가자 (5월 4일 부터 방송분 출연)
- 2025년 유튜브 《집대성》- 게스트